# Труппа Малого театра (Москва) в 1824—1917 годах
Труппа Малого театра (1824—1917 гг.)

## Режиссёры

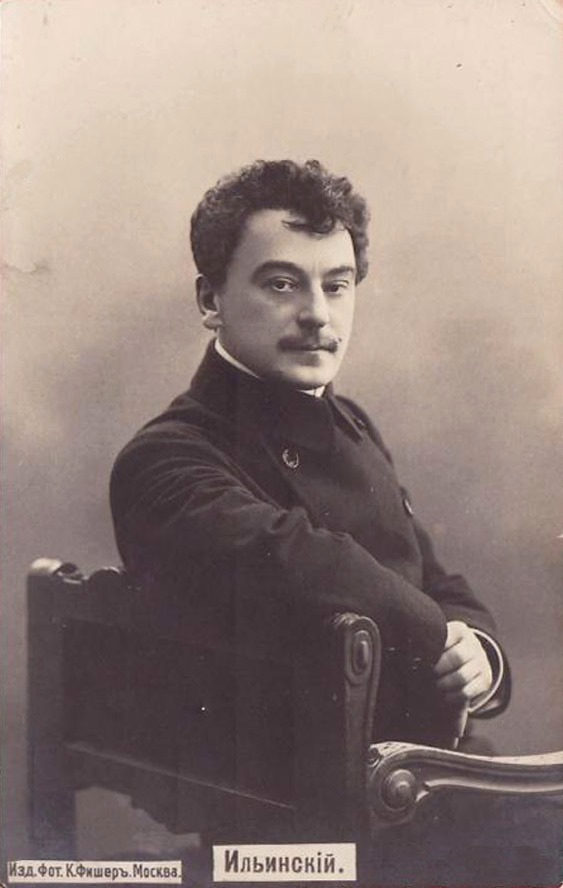
Ильинский А. К. актёр, режиссёр. Около 1900 г.

- Айдаров, Сергей Васильевич — с 1898 г. по 1937 г.
- Акимов А. Ф. (супруг С. П. Акимовой)
- Беккер, Николай Петрович — с 1843 по 1848 г.
- Богданов, Александр Федорович — с 1830 по 1877 г.
- Ильинский, Александр Корнельевич — с 1892 по 1905 г.[1][2]
- Козловский — с 1834 по 1842 г.
- Кондратьев, Алексей Михайлович — с 1862 по 1907 г. (с 1901 по 1907 г. — главный режиссёр, с 1905 г.— член режиссёрского совета).
- Ленский, Александр Павлович — с 1895 по 1907 г. (с 1905 г.— член режиссёрского совета, в 1907 г. по 13 октября — главный режиссёр).
- Лепковский, Евгений Аркадьевич — с 1909 г.
- Платон, Иван Степанович — с 1899 г.
- Пономарев, Андрей Михайлович — с 1857 по 1861 г.
- Попов, Николай Александрович — с 1907
- Правдин, Осип Андреевич — с 1878 г. (с 1905 г.— член режиссёрского совета)
- Соколов, Дмитрий Иванович (режиссёр) — с 1836 по 1850 г.
- Соловьев С. П.
- Тимофеев
- Федотов, Александр Александрович — с 1893 по 1909 г. (с 1905 г.— член режиссёрского совета).
- Черневский, Сергей Антипович — с 1852 по 1901 г. (с 1879 по 1901 г. — главный режиссёр).
- Щепин, Павел Мардарьевич
- Южин, Александр Иванович — с 1905 г. член режиссёрского совета.
- Яковлев, Николай Капитонович — с 1914 г.

## Актрисы
- Акимова, Александра Павловна — с 1840 по 1851 г.
- Акимова, Софья Павловна — с 1846 по 1889 г.
- Александрова, Александра— с 1896 г.
- Александрова, Екатерина Петровна — с 1886 по 1906 г.
- Алексеева, Клавдия Ивановна — с 1898 г.
- Алинская, Александра Петровна — с 1845 г.
- Андреевич, Анна Николаевна — с 1885 по 1897 г.
- Антонова, Вера Петровна — с 1909 по 1914 г.
- Арбузова, Софья Леонидовна — с 1865 по 1903 г.
- Аристова, Анна Васильевна — с 1874 г.
- Аркадьева, Александра Васильевна — с 1867 по 1870 г.
- Арминина-Сундукян, Тинатина Гавриловна — с 1909 г.
- Арсеньева, Мария Петровна — с 1833 по 1887 г.
- Арсеньева, Ольга Николаевна — с 1900 по 1903 г.
- Ауэрбах, Дагмара — с 1895 по 1896 г.
- Балкашина, Викторина Михайловна — с 1899 по 1911 г.
- Баранова.
- Баранчеева Антонида — с 1824 г.
- Бекк, Любовь Ивановна — с 1867 по 1888 г.
- Бельская, Екатерина Петровна — с 1878 по 1882 г.
- Бергольц, Фредерика — с 1843 г.
- Берс, Екатерина Дмитриевна — с 1896 г.
- Биренс, Екатерина Васильевна — с 1907 по 1908 г.
- Бирилева, Елена Михайловна — с 1892 по 1909 г.
- Благово, Елена Александровна — с 1898 по 1912 г.
- Бларамберг-Чернова, Мина Карловна — с 1888 по 1895 г.
- Божанова, Анна — с 1826 по 1848 г.
- Божановская, Анна Михайловна — с 1829 по 1851 г.
- Борисова, Анна — с 1824 по 1832 г.
- Бороздина 1-я, Варвара Васильевна — с 1849 по 1866 г. (с перерывом).
- Бороздина (Музиль), Варвара Петровна — с 1870 по 1890 г.
- Бороздина 2-я, Евгения Васильевна — с 1849 по 1861 г.
- Бренко, Анна Алексеевна — с 1878 по 1882 г.
- Буденброк, Мария — с 1824 г.
- Булдина, Серафима Александровна — с. 1884 по 1895 г.
- Бурназова, Луиза — с 1849 г.
- Валентинова, Мария Карловна — с 1900 по 1903 г.
- Варенцева, Александра Александровна — с 1892 по 1912 г.
- Васильева, Варвара Павловна — с 1895 по 1910 г.
- Васильева, Вера Сергеевна — с 1875 по 1905 г.
- Васильева, Екатерина Николаевна (Лаврова) — с 1847 по 1877 г.
- Васильева, Мария Васильевна — с 1863 по 1877 г.
- Васильева, Надежда Сергеевна — с 1870 по 1878 г.
- Васильева, Наталья Николаевна — с 1866 по 1906 г.
- Ведринская, Мария Андреевна — с 1906 г.
- Великанова, Софья Николаевна — с 1893 по 1911 г.
- Верещагина, Мария Николаевна — с 1888 по 1899 г.
- Вивьен, Елизавета Васильевна
- Владимирова, Ольга Петровна — с 1876 по 1892 г.
- Волгина, Елизавета Андреевна — с 1860 по 1864 г.
- Волгина, Софья Петровна — с 1885 по 1886 г.
- Волкова, Екатерина Васильевна — с 1865 г.
- Воронина, Мария — с 1824 по 1831 г.
- Воронова, Анна Алексеевна — с 1851 г.
- Вронская, Мария Николаевна — с 1883 г.
- Вышневская, Вера Константиновна — с 1900 г.
- Вятроцинская, Мария — с 1824 г.
- Гарбузова — с 1866 по 1866 г.
- Гельцер, Вера Федоровна — с 1865 по 1866 г.
- Генюк, Людмила Георгиевна — с 1888 по 1901 г.
- Гзовская, Ольга Владимировна — с 1905 по 1908 и с 1909 по 1910 г.
- Глазунова, Татьяна Петровна — с 1849 г.
- Голодкова, Евдокия Николаевна — с 1861 г.
- Гольденталь, Евгения Георгиевна — с 1888 по 1908 г.
- Гоячеровская, Ксения Андреевна — с 1865 по 1876 г.
- Горбунова, Вера Александровна — с 1915 г.
- Горбунова, Евгения Петровна — с 1844 г.
- Горохова, Анна Николаевна — с 1885 по 1887 г.
- Гофман, Анна Францевна — с 1885 по 1905 г.
- Грейбер, Софья Андреевна — с 1886 по 1903 г.
- Грибунина, Александра Федоровна — с 1892 г.
- Григоровская, Нина Осиповна — с 1916 г.
- Григорьева, Александра Николаевна — с 1900 по 1903 г.
- Григорьева, Екатерина Ивановна — с 1895 г.
- Григорьева, Ольга Ивановна — с 1855 по 1864 г.

- Домашева, Анна Петровна — с 1898 по 1900 г.

- Егорова, Екатерина Васильевна — с 1866 по 1888 г.
- Ермолова, Мария Ивановна — с 1886 по 1907 г.
- Ермолова-Кречетова, Александра Николаевна — с 1877 по 1907 г.
- Ермолова, Мария Николаевна — с 1871 г.
- Ефремова, Настасья — с 1838 г.

- Жвирблис, Мария Ивановна — с 1901 по 1906 г.
- Живокини, Александра Васильевна — с 1857 по 1878 г.
- Живокини, Лидия Дмитриевна — с 1885 по 1888 г.
- Жихарева, Елизавета Тимофеевна — с 1915 г.

- Закоркова, Мария Яковлевна — с 1879 по 1901 г.
- Затрапезнова, Гершуна — с 1871 г.
- Зеликова, Мария Ильинична — с 1872 г.
- Зернова, Юлия Васильевна — с 1867 г.
- Златопольская, Леонида Петровна — с 1841 по 1861 г.

- Иванова, Анна Викторовна — с 1885 по 1886 г.
- Иванова, Анна Николаевна — с 1875 по 1907 г.
- Ивина, Вера Леонидовна — с 1888 г.
- Иевлева, Пелагея Алексеевна — с 1856 по 1864 г.
- Ильинская, Мария Васильевна — с 1878 по 1881 г.
- Иогансон, Софья Федоровна — с 1876 по 1904 г.

- Кавалерова (Борисова), Елена Матвеевна — с 1806 по 1835 и с 1842 по 1863 г.
- Казакова, Анна Дмитриевна — с 1853 по 1863 г.
- Каменецкая, Анна Викторовна — с 1885 по 1886 г.
- Каменская, Варвара Львовна — с 1886 по 1889 г.
- Кандакова, Ольга Николаевна — с 1865 г.
- Каратыгина, Елена Михайловна — с 1894 по 1900 г.
- Каратыгина, Клеопатра Александровна — с 1896 по 1903 г.
- Каренина, Вера Леонидовна — с 1888 по 1896 г.
- Карская, Людмила Александровна — с 1863 г.
- Кашина, Татьяна Петровна — с 1824 по 1855 г.
- Кашкарова, Зинаида Николаевна — с 1894 по 1900 г.
- Кашперова, Екатерина Владимировна — с 1884 по 1887 г.
- Кирова, Елизавета Ивановна — с 1892 по 1900 г.
- Князева, Варвара Петровна — с 1886 по 1892 г.
- Колосова, Александра Ивановна — с 1852 по 1867 г.
- Колосова, Прасковья Константиновна — с 1887 по 1907 г.
- Колпакова, Анна Ивановна — с 1853 по 1888 г.
- Комаровская, Надежда Ивановна — с 1909 по 1916 г.
- Кондакова, Ольга Тихоновна — с 1857 г.
- Кондратьева, Елизавета — с 1824 по 1831 г.
- Кондратьева, Татьяна Михайловна — с 1884 по 1886 г.
- Копнина, Надежда Николаевна — с 1891 по 1910 г.
- Колосова — с 1882 по 1883 г.
- Косарева, Маргарита Владимировна — с 1903 по 1912 г.
- Красовская, Елизавета Андреевна — с 1910 г.
- Крачевская, Владислава Романовна — с 1910 по 1915 г.
- Крашенинникова, Наталья Николаевна — с 1888 по 1891 г.
- Крестовоздвиженская, Юлия Васильевна — с 1867 г.
- Кронеберг, Зинаида Дмитриевна — с 1865 г.
- Крупенина, Олимпиада Сергеевна — с 1870 по 1884 г.
- Кудрявцева, Феодосия Сергеевна — с 1883 по 1886 г.
- Кузина, Мария Григорьевна — с 1892 по 1897 г.
- Куликова, Александра — с 1844 г.

- Лаврова, Екатерина — с 1848 г.
- Лаврова, Ольга Алексеевна — с 1888 по 1909 г.
- Ланская, Мария Дмитриевна — с 1875 по 1876 г.
- Лебедева, Александра Ивановна — с 1897 по 1898 г.
- Лебедева, Вера Дмитриевна.
- Левина, Елена Федоровна — с 1868 г.
- Левшина, Анастасия Александровна — с 1904 г.
- Легошина, Евдокия — с 1849 г.
- Леонтьева, Ольга Николаевна — с 1891 по 1909 г.
- Ленская, Анна Петровна — с 1878 по 1879 г.
- Лентовская, Анна Валентиновна — с 1882 по 1883 г.
- Летошина, Мария Ивановна — а 1856 г.
- Лешковская, Елена Константиновна — с 1888 г.
- Лилеева, Аграфена — с 1846 г.
- Лисицына, Анна — с 1824 по 1831 г.
- Литвина, Мария Васильевна — с 1852 по 1859 г.
- Львова-Синецкая, Мария Дмитриевна — с 1823 по 1860 г.
- Лузина — с 1875 г.
- Любимова, Любовь Ильинична — с 1891 по 1910 г.

- Маклакова, Валентина Николаевна — с 1876 по 1898 г.
- Малиновская, Зинаида Александровна — с 1887 по 1893 г.
- Масальская, Екатерина Николаевна — с 1903 по 1909 г.
- Массалитинова, Варвара Осиповна — с 1901 г.
- Матвеева, Анна Алексеевна — с 1898 по 1916 г.
- Матвеева, Елизавета Петровна — с 1861 по 1888 г.
- Медведева — с 1824 по 1831 г.
- Медведева, Надежда Михайловна — с 1848 по 1899 г[3].
- Миронова — с 1849 г.
- Миронова, Анна — с 1866 по 1871 г.
- Михайлова, Анна Михайловна — с 1839 по 1894 г.
- Мочалина, Мария Ильинична — с 1868 по 1889 г.
- Музиль 1-я (с 1896 г. Рыжова) Варвара Николаевна — см. в списке Рыжова, Варвара Николаевна
- Музиль 2-я, Елена Николаевна — с 1893 по 1911 г.
- Муравьева, Мария Петровна — с 1886 по 1888 г.
- Мухина, Мария Петровна — с 1865 г.

- Найденова, Елизавета Ивановна — с 1907 г.
- Наумова, Серафима — с 1844 г.
- Нелюбова, Евдокия Павловна — с 1870 г.
- Немчинова, Евдокия Дмитриевна — с 1842 г.
- Нечаева, Серафима Михайловна — с 1891 по 1909 г.
- Никифорова, Надежда Николаевна — с 1849 по 1863 г.
- Никулина-Косицкая, Любовь Павловна — с 1842 по 1868 г.
- Никулина, Надежда Алексеевна — с 1863 по 1914 г.

- Ольгина, Ольга Васильевна — с 1812 по 1863 г.
- Орлова, Прасковья Ивановна — с 1828 по 1847 г.

- Павлова, Вера Александровна — с 1916 г.
- Павлова, Елена Петровна — с 1843 по 1849 г.
- Павлова, Прасковья Павловна — с 1875 по 1895 г.
- Павловская, Елена Карловна — с 1891 по 1895 г.
- Панова, Глафира Викторовна — с 1887 по 1895 г.
- Пашенная, Вера Николаевна — с 1907 г.
- Петрова, Екатерина Дмитриевна — с 1843 по 1847 г.
- Петрова, Мария Дмитриевна — с 1851 по 1859 г.
- Петрова, Пелагея — с 1824 г.
- Писарева-Звездич — с 1901 по 1902 г.
- Подобедова, Анна Дмитриевна — с 1849 по 1854 г.
- Полякова, Анна Тимофеевна — с 1879 по 1900 г.
- Полянская, Екатерина Павловна — с 1892 по 1909 г.
- Помялова, Александра Ивановна — с 1873 по 1898 г.
- Попова, Мария Дмитриевна — с 1897 по 1915 г.
- Потанчикова, Анна Семёновна
- Потехина, Раиса Алексеевна — с 1885 по 1890 г.
- Потоловская, Анна Сергеевна — с 1897 по 1917 г.
- Порошина, Екатерина Владимировна — с 1884 по 1904 г.
- Правдина, Мария Николаевна — с 1884 по 1904 г.
- Преображенская, Алла Васильевна — с 1914 г.
- Пуаре, Мария Яковлевна — с 1898 по 1900 г.

- Раичева, Цецилия Арнольдовна — с 1870 по 1875 г.
- Рахманина, Надежда Михайловна — с 1888 по 1901 г.
- Рейзен, Раиса Романовна — с 1913 г.
- Репина, Надежда Васильевна — с 1828 по 1841 г.
- Репина, Татьяна Васильевна — с 1832 г.
- Родионова, Ольга Николаевна — с 1879 по 1881 г.
- Рощина-Инсарова, Екатерина Николаевна — с 1911 по 1913 г.
- Русецкая, Мария Мечиславовна — с 1894 по 1912 г.
- Рутковска, Наталья Иосифовна — с 1898 по 1916 г.
- Рыжова, Варвара Николаевна (она же Музиль 1-я) — с 1893 по 1963 г.
- Рыкалова, Аграфена Гавриловна — с 1824 по 1840 г.
- Рыкалова, Надежда Васильевна — с 1846 по 1891 г.
- Рябова, Анна Яковлевна — с 1847 по 1867 г.
- Рябова, Екатерина Григорьевна — с 1851 по 1882 г.

- Сабурова, Аграфена Тимофеевна — с 1824 г.
- Сабурова, Варвара — с 1838 г.
- Сабурова, Екатерина Александровна — с 1846 по 1855 г.
- Савина А. П.
- Садовская, Елизавета Михайловна — с 1894 г.
- Садовская, Ольга Осиповна — с 1881 г.
- Салина, Надежда Генриховна — с 1909 по 1913 г.
- Самойлова, Екатерина Николаевна — с 1877 по 1896 г.
- Селиванова, Любовь Васильевна — с 1899 по 1903 г.
- Семевская, Ольга Ивановна — с 1882 по 1902 г.
- Семенова, Екатерина — с 1842 г.
- Сибирская, Софья Викторовна — с 1862 по 1867 г.
- Скюдери-Андреева, Екатерина Федотовна — с 1872 по 1882 г.
- Славина, Ольга Григорьевна — с 1871 по 1872 г.
- Славская, Александра Николаевна — с 1858 по 1864 г.
- Смирнова, Александра Петровна — с 1843 по 1847 г.
- Смирнова, Надежда Александровна — с 1908 Г.
- Соболева, Екатерина Григорьевна — с 1844 по 1850 г.
- Соболева, Мария Григорьевна — с 1849 по 1858 г.
- Соловьева, Ираида — с 1828 г.
- Сорокина, Ольга — по 1842 г.
- Степанова А. А.
- Степанова, Анна Дмитриевна — с 1832 по 1863 г.
- Степанова, Анна — с 1835 г.
- Степанова, Вера Петровна — с 1886 по 1889 г.
- Степанова, Елизавета — с 1824 по 1831 г.
- Стрекалова, Вера Дмитриевна — с 1863 по 1867 г.
- Стрекалова, Елизавета Дмитриевна — с 1865 г.
- Стрелкова, Александра Ивановна — с 1891 по 1892 г.
- Струкова, Настасья Михайловна — с 1866 г.
- Сычева, Лидия Владимировна — с 1876 по 1898 г.

- Таирова, Нина Робертовна — с 1891 по 1909 г.
- Таланова, Екатерина Григорьевна — с 1883 по 1904 г.
- Таланова, Хиония Ивановна — с 1861 по 1880 г.
- Тираспольская, Надежда Львовна — с 1895 по 1903 г.
- Титова, Елена Егоровна — с 1844 по 1849 г.
- Токарева, Ольга Ивановна — с 1893 по 1909 г.
- Травская, Мария Дмитриевна — с 1882 по 1883 г.
- Тресанова-Гемельян, Елизавета Петровна — с 1868 по 1869 г.
- Трофименко, Юлия Ивановна — с 1886 по 1891 г.
- Турчанинова, Евдокия Дмитриевна — с 1891 г. по 1963 г.
- Турчанинова, Мария Дмитриевна — с 1900 по 1903 г.

- Уманец-Райская, Ираида Павловна — с 1882 по 1900 г.

- Федерова, Мария Александровна — с 1865 по 1872 г.
- Федорова, Наталья Ивановна — с 1879 по 1900 г.
- Федотова, Гликерия Александровна — с 1909 г.
- Федотова, Гликерия Николаевна — с 1862 по 1912 г. (с 1913 по 1925 г. состояла почётным членом труппы).
- Филлис, Евгения — с 1824 г.
- Фоглер, Людмила Федоровна — с 1868 по 1869 г.

- Харитонова, Екатерина Афанасьевна — с 1891 по 1909 г.
- Хлюстина, Анастасия Дмитриевна—с 1900 г.

- Целибеева, Ирина — с 1832 г.
- Цирес, Екатерина Львовна— с 1886 по 1887 г.

- Черкасова, Н. И.
- Чернявская, Мария Макаровна — с 1879 по 1882 г.
- Чистякова, Александра Александровна — с 1886 по 1887 г.
- Чумаковская, Елена Егоровна — с 1866 по 1869 г.

- Шейндель, Антонина Васильевна — с 1889 по 1903 г.
- Шиловская, Евгения Викторовна — с 1898 по 1903 г.
- Шмитгоф-Жукова — с 1866 по 1867 г.
- Шмиткова.
- Шуберт, Александра Ивановна — с 1844 по 1847 и с 1860 по 1868 г.
- Шуйская, Елизавета Сергеевна — с 1886 г.
- Шухмина, Вера Алексеевна — с 1910 г. по 1925 г.

- Щепина, Евдокия Павловна — с 1843 по 1848 г.
- Щепина, Елена — с 1869 г.
- Щепкина, Александра Львовна — с 1909 г.
- Щепкина, Александра Петровна (в замужестве Черневская) — с 1877 по 1903 г.
- Щепкина, Евгения Николаевна — с 1872 г.
- Щепкина, Евгения Петровна (в замужестве Дружинина) — с 1893 по 1911 г.

- Юдина, Елизавета Петровна — с 1900 по 1910 г.
- Юдина, Мария Петровна — с 1893 по 1911 г.
- Южина, Мария Николаевна — с 1882 по 1884 г.
- Юрьева, Ирина — с 1829 по 1834 г.

- Яблочкина, Александра Александровна — с 1888 г. по 1964 г.
- Яблочкина, Серафима Васильевна — с 1877 по 1898 г.
- Яковлева, Дарья — с 1847 г.

## Актёры
- Адамов, Михаил Андреевич — с 1869 по 1898 г.
- Айдаров, Сергей Васильевич — с 1898 г.
- Акимов, Алексей Николаевич — с 1832 по 1853 г.
- Акимов, Павел Алексеевич — с 1868 по 1888 г.
- Акимов, Фёдор Акимович — с 1891 по 1909 г.
- Александров, Николай Александрович (артист) — с 1861 г.
- Александровский, Владимир Васильевич — с 1911 по 1913 г.
- Андреев, Александр Андреевич — с 1881 по 1882 г.
- Антонов, Гавриил — с 1836 г.
- Анчаров-Эльстон, Александр Владимирович — с 1892 по 1895 г,
- Арбенин, Николай Фёдорович — с 1885 по 1895 г.
- Афанасьев, Александр — с 1824 по 1832 г.
- Ашанин, Александр Эдуардович — с 1910 по 1912 г.

- Бабиков, Михаил Иванович — с 1883 но 1885 г.
- Багров, Михаил Фёдорович — с 1883 по 1898 г.
- Баранов, Кузьма Николаевич — с 1824 по 1837 г.
- Баскович, Петр Иванович — с 1884 по 1885 г.
- Башкиров, Дмитрий — с 1846 г.
- Берг (Келлер), Константин Фёдорович — с 1873 по 1881 г.
- Блюменталь-Тамарин, Александр Эдуардович — с 1882 по 1883 г.
- Боголепов, Семён Матвеевич — с 1900 по 1901 г.
- Болтинский, Александр Семёнович — с 1909 г.
- Боскович, Евгений Иванович — с 1888 по 1891 г.
- Бравич, Казимир Викентьевич — с 1909 по 1912 г.
- Булаков, Петр — с 1824 г.
- Бурдин, Фёдор Алексеевич — с 1841 по 1846 г.

- Варравин, Михаил Михайлович — с 1895 по 1909 г.
- Васенин, Александр Викторович — с 1898 г.
- Васильев, Николай Васильевич (артист) — с 1878 по 1879 г.
- Васильев, Николай Иосифович — с 1885 по 1905 г.
- Васильев, Павел Васильевич — с 1856 по 1879 г.
- Васильев, Сергей Васильевич (актёр) — с 1844 по 1862 г.
- Вильде, Карл Густавович — с 1863 по 1888 г.
- Вильде, Николай Евстафиевич — с 1863 по 1888 г.
- Виноградов.
- Вишневский, Иван Гаврилович — с 1912 по 1917 г.
- Владиславлев, Михаил Петрович — с 1848 г.
- Владыкин, Михаил Николаевич — с 1865 г.
- Воеводин, Василий Иванович — с 1824 по 1843 г.
- Волин, Николай — с 1849 г.
- Волков, Леонид Егорович — с 1893 по 1909 г.
- Волков, Михаил — с 1823 г.
- Воронский, Евгений Александрович — с 1861 по 1891 г.
- Востоков, Иван Владимирович — с 1853 по 1862 г.
- Вышеславцев — с 1838 г.

- Гарин, Дмитрий Викторович — с 1888 по 1909 г.
- Геннерт, Иван Иванович — с 1886 по 1906 г.
- Гетцман, Василий Васильевич — с 1864 по 1903 г.
- Горбунов, Орест Федорович — ? по 1876 г.
- Головин, Сергей Аркадьевич — с 1902 г. по 1941 г.
- Горев, Фёдор Петрович — с 1880 по 1910 г., 1905—1910
- Горшков, Павел Евгеньевич — с 1843 г.
- Грабовский, Иван Васильевич — с 1898 по 1900 г.
- Грачев, Василий — с 1849 г.
- Греков, И. Н.
- Греков, Павел Евгеньевич — с 1879 по 1909 г.
- Гремин, Николай Николаевич — с 1902 г.
- Грессер, Гавриил Николаевич — с 1889 по 1902 г.
- Гришаев, Петр — с 1824 г.
- Громов, Андрей — с 1846 г.
- Грубин — с 1882 по 1884 г.
- Гундуров, Дмитрий Эрастович — с 1897 г.

- Давыдов, Александр Давыдович — с 1881 по 1884 г.
- Де Лазари, Иван Константинович — с 1905 г.
- Дмитревский, Владимир Александрович — с 1848 по 1871 г.
- Долинский — с 1833 г.
- Дорошенко, Георгий Иванович — с 1904 по 1913 г.
- Дротов, Маркел Андреевич — с 1888 по 1909 г.
- Дубровин, Василий Фомич — с 1886 по 1896 г.
- Дудкин, Николай Петрович — с 1849 г.
- Дурново, Михаил Александрович — с 1870 по 1891 г.
- Дьяконов, Павел Константинович — с 1889 по 1892 г.

- Ермолов, Александр Алексеевич — с 1836 г.
- Ермолов, Петр Алексеевич — с 1840 по 1899 г.

- Желябужский, Алексей — с 1912 по 1913 г.
- Живокини, Василий Игнатьевич — с 1824 по 1874 г.
- Живокини, Дмитрий Васильевич — с 1848 по 1890 г.
- Живокини, Петр Васильевич — с 1834 г.

- Зарусский, Марунал — с 1850 г.
- Загорянский, Михаил Николаевич — с 1898 по 1909 г.
- Заиров, Василий Давыдович — с 1898 по 1899 г.
- Зеленин, Николай Петрович — с 1835 г.
- Зорин, Николай — с 1848 г.
- Зубов, Евгений Лукич — с 1910 г.
- Зубов, Михаил — с 1824 г.

- Иванов, Андрей Павлович — с 1848 г.
- Игнатьев, Николай Николаевич — с 1902 по 1905 г.
- Ильинский, Александр Корнильевич — с 1892 по 1905 г.
- Исаев, Кузьма Леонтьевич — с 1898 по 1907 г.
- Истомин, Александр Иванович — с 1909 г.

- Казаков, Александр Дмитриевич — с 1855 г.
- Карасев, Александр — с 1847 г.
- Карташев — с 1824 по 1831 г.
- Карцев, Александр Викторович — с 1901 г.
- Киевский, Николай Иванович — с 1896 по 1898 г.
- Климов, Михаил Михайлович — с 1909 г.
- Колосов-Фризановский, Константин Петрович — с 1842 по 1888 г.
- Константинов, Константин Николаевич — с 1864 г.
- Копьев, Иван — с 1826 по 1838 г.
- Корсак, Казимир Валентинович — с 1891 по 1897 г.
- Костин, Василий — с 1842 г.
- Котин, Павел Васильевич — с 1847 г.
- Красовский, Иван Федорович — с 1899 г.
- Кремнев, Александр Алексеевич — с 1847 г.
- Кузнецов, Яков Дмитриевич — с 1876 по 1896 г.
- Кубишта, Николай — с 1824 г.

- Лавин, Иван Дмитриевич — с 1905 г.
- Лавров, Митрофан Иванович — с 1858 по 1900 г.
- Лавров, Николай — с 1824 г.
- Лазарев, Всеволод Николаевич — с 1889 по 1908 г.
- Лазарев, Иосиф Иосифович — с 1890 по 1909 г.
- Лазарев, Осип Осипович — с 1838 г.
- Лазарев, Сергей Осипович — с 1889 по 1908 г.
- Ланской, Владимир Александрович — с 1899 по 1909 г.
- Лебедев, Владимир Федорович — с 1904 г.
- Левицкий, Федор Федорович — с 1877 по 1898 г.
- Ленин, Михаил Францевич — с 1902 г.
- Ленский, Александр Павлович — с 1876 по 1908 г. (с перерывом).
- Ленский, Анатолий Павлович — с 1888 по 1903 г.
- Ленский, Владимир Дмитриевич — с 1850 по 1864 г.
- Ленский, Дмитрий Тимофеевич — с 1824 г.
- Лентовский, Михаил Валентинович — с 1879 г.
- Леонидов, Леонид Львович — с 1843 г.
- Леонов.
- Лепковский, Евгений Аркадьевич — с 1909 г.
- Лиханский ,Николай Александрович — с 1846 г.
- Лошивский, Константин Степанович — с 1888 по 1893 г.

- Максимов, Владимир Васильевич — с 1906 г.
- Максимов, Николай — с 1844 г.
- Максин, Петр Николаевич — с 1825 по 1848 г.
- Макшеев, Владимир Александрович — с 1874 по 1901 г.
- Малышев, Петр — с 1844 г.
- Мартынов, Михаил Иванович — с 1901 по 1913 г.
- Матвеев, Егор Алексеевич — с 1851 по 1861 г.
- Мельников, Иван Константинович — с 1864 г.
- Миленский, Дмитрий Иванович — с 1846 по 1897 г.
- Миленский, Сергей Дмитриевич — с 1879 по 1888 г.
- Милославский — с 1859 г.
- Милюков, Николай.
- Мирский, Анатолий Константинович — с 1915 г.
- Мочалов, Павел Степанович — с 1817 по 1848 г.
- Музиль, Николай Игнатьевич — с 1866 по 1906 г.
- Музиль, Николай Николаевич — с 1896 г.
- Муратов, Михаил Яковлевич — с 1910 по 1912 г.
- Мурский, Александр Александрович — с 1901 по 1903 г.
- Мясинцев, Сергей Николаевич — с 1885 г.

- Невский, Александр Максимович — с 1882 по 1904 г.
- Немов, Иван Константинович — с 1859 по 1864 г.
- Немчинов, Евдоким Максимович — с 1842 г.
- Немчинов, Иван Максимович — с 1842 по 1881 г.
- Никитин, Николай — с 1860 г.
- Никифоров, Николай Матвеевич — с 1824 по 1881 г.
- Никифоров, Сергей Николаевич — с 1870 по 1910 г.
- Никольский, Борис Иванович — 1911 г.
- Никулин, Иван Михайлович — с 1850 по 1862 г.
- Носов — с 1870 г.
- Носов, Сергей Владимирович — с 1891 по 1913 г.

- Копылов-Орлов, Илья Васильевич — с 1828 г.
- Ольгин, Владимир Николаевич — с 1896 по 1909 г.
- Ольгин, Григорий Степанович — с 1837 по 1863 г.
- Орлов, Павел Никитич — с 1834 по 1835 г.
- Остужев, Александр Алексеевич — с 1898 г.
- Охотин, Василий Алексеевич — с 1869 по 1882 г.

- Падарин, Николай Михайлович — с 1895 г.
- Панин, Николай — с 1839 г.
- Панов, Афанасий Васильевич — с 1864 по 1888 г.
- Панов, Николай Викторович — с 1890 по 1909 г.
- Папков, Николай Дмитриевич — с 1864 по 1880 г.
- Парамонов, Фёдор Андреевич — с 1891 по 1908 г. (с перерывом).
- Петров, Егор Осипович — с 1863 г.
- Платон, Иван Степанович—1892 по 1899 г. (с 1899 г. — режиссёр).
- Погонин, Александр Иванович — с 1863 по 1870 г.
- Полетаев, Сергей Алексеевич — с 1903 г.
- Политковский, Сергей Яковлевич — с 1889 по 1909 г.
- Полонский, Витольд Альфонсович — с 1907 г.
- Полтавцев, Корнилий Николаевич — с 1856 по 1865 г.
- Поль, Сергей Федорович — с 1900 по 1901 г.
- Потанчиков, Фёдор Семёнович — с 1824 г.
- Правдин, Осип Андреевич — с 1878 г.
- Прусаков, Автоном Никитич — с 1824 по 1841 г.

- Радолин, Фёдор Васильевич — с 1911 по 1912 г.
- Разсказов Александр Андреевич — с 1850 по 1866 г.
- Решимов, Александр Иванович — с 1846 г.
- Решимов, Алексей Иванович — с 1846 г.
- Решимов, Михаил Аркадьевич — с 1869 по 1887 г.
- Розанов, Сергей Иванович (актёр) — с 1899 по 1902 г.
- Рославлевский, Петр — с 1834 г.
- Рудницкий, Александр Васильевич — с 1904 по 1906 г.
- Румянов, Михаил — с 1833 г.
- Румянцев, Сергей — с 1838 г.
- Рыбаков, Константин Николаевич — с 1881 по 1916 г.
- Рыкалов, Василий Васильевич — с 1824 по 1827 г.
- Рыжов, Иван Андреевич — с 1882 г.
- Рябов, Павел Яковлевич — с 1853 по 1900 г.
- Рябов, Петр Яковлевич — с 1864 г.
- Рязанцев, Иван Васильевич — с 1824 по 1831 г.

- Сабуров, Александр Матвеевич — с 1824 по 1831 г.
- Сабуров, Константин Александрович — с 1847 г.
- Савинов, Александр Николаевич — с 1884 по 1885 г.
- Садовский, Михаил Иванович — с 1859 г.
- Садовский, Михаил Михайлович (старший) — с 1911 по 1912 г.
- Садовский, Михаил Прович — с 1870 по 1910 г.
- Садовский, Пров Михайлович (старший) — с 1839 по 1872 г.
- Садовский, Пров Михайлович (младший) — с 1895 г.
- Садовский, Яков — с 1845 г.
- Сазонов, Владимир Алексеевич — с 1907 по 1912 г.
- Саломатов, Филарет Осипович — с 1898 по 1910 г.
- Самарин, Иван Васильевич — с 1837 по 1885 г.
- Самарин, Михаил — с 1843 г.
- Самойлов, Петр — с 1840 г.
- Сампелев, Алексей Николаевич — с 1869 по 1894 г.
- Сахаров, Василий — с 1835 г.
- Сахаров, Степан — с 1835 г.
- Сашин, Владимир Александрович — с 1905 г.
- Синявский, Александр — с 1844 г.
- Скуратов — с 1882 по 1886 г.
- Скрябин, Николай Владимирович — с 1915 г.
- Славин, Алексей Иванович — с 1889 по 1909 г.
- Славин-Протопопов, Александр Павлович — с 1839 г.
- Соколов, Василий Фёдорович — с 1826 по 1848 г.
- Соколов, Евгений Петрович — с 1884 по 1904 г.
- Соколов, Михаил Петрович — с 1848 по 1853 г.
- Соколов, Николай — по 1840 г.
- Солнцев, Павел Николаевич — с 1857 по 1860 г.
- Степанов, Василий Алексеевич — с 1827 по 1848 г.
- Степанов, Владимир Осипович — с 1895 по 1898 г.
- Степанов, Пётр Гаврилович— с 1825 по 1869 г.
- Степанов, Пётр Степанович — с 1847 по 1854 г.
- Стрельский, Василий — с 1832 по 1833 г.
- Строев, Матвей Тимофеевич (наст. фамилия Фундаминский)

- Таланов, Григорий Васильевич — с 1888 г. по 1908 г.
- Тарасенков, Пётр Алексеевич— с 1888 по 1908 г.
- Тарасов, Сергей Михайлович — с 1899 по 1904 г.
- Тихомиров, Пётр — по 1834 г.
- Тольский, Анатолий Альбертович — с 1895 по 1902 г.
- Третьяков К. В.
- Третьяков-Стрельский, Михаил Кузьмич (он же Стрельский, Михаил Кузьмич) — с 1865 по 1870 г.
- Трубецкой, Василий Иванович — с 1904 по 1907 г.
- Турчанинов, Иван Егорович — с 1840 по 1863 г.

- Украсов, Андрей Артамонович — по 1839 г.
- Усачев, Фёдор Никифорович — с 1823 по 1863 г.

- Федоров, Николай Викторович — с 1888 по 1909 г.
- Федотов, Александр Александрович — с 1893 по 1909 г.
- Федотов, Александр Филиппович — с 1862 по 1873 г.
- Феоктистов, Сергей Иванович — с 1900 по 1912 г.
- Фохт, Сергей Николаевич — с 1902 г.

- Хлебников, Василий Иванович — с 1812 г.
- Худолеев, Иван Николаевич — с 1893 г.

- Цыганов, Николай Григорьевич — с 1824 по 1833 г.

- Черкасов, Николай Ионович — с 1842 по 1877 г.
- Черневский, Алексей Антипович — с 1865 по 1878 г.
- Чименин, Михаил — с 1850 г.

- Шашкин, Михаил Фёдорович — с 1859 по 1863 г.
- Шеин, Николай Аристонович— с 1882 г.
- Шеламытов, Василий Васильевич — с 1872 г.
- Шиловский, Константин Степанович — с 1888 г.
- Ширяев, Андрей — с 1824 г.
- Шуберт, Михаил — с 1833 г.
- Шумский, Сергей Васильевич — с 1841 по 1878 г.

- Щеголев, Василий Иванович — с 1904 по 1909 г.
- Щепин, Павел Мардарьевич — 1828—1849
- Щепкин, Михаил Семёнович — с 1823 по 1863 г.

- Южин-Сумбатов, Александр Иванович — с 1882 г.
- Юрин, Николай Борисович — с 1914 г.
- Юрьев, Юрий Михайлович — 1892 г. (один сезон)

- Яковлев, Иван — по 1835 г.
- Яковлев, Кондрат Николаевич (18.. — 18..)
- Яковлев, Николай Капитонович — с 1893 г.
- Яковлев, Степан Иванович — с 1898 по 1903 г.
- Янковский, Пётр — с 1843 г.